# Лефрой (гора)
Лефрой (англ. Mount Lefroy) — гора на континентальному американському вододілі, на кордоні Альберти та Британської Колумбії на заході Канади. Гора розташована на східному боці перевалу Ебот, який відокремлює озеро Луїза в національному парку Банф від озера О'Гара в національному парку Йохо. Гора Вікторія знаходиться безпосередньо на західній стороні перевалу.
Гору було названо Джорджем Доусоном у 1894 році на честь Джона Генрі Лефроя (1817—1890), астронома, який проїхав понад 8 800 км на півночі Канади між 1842-44 роками, роблячи метеорологічні та магнітні спостереження.
Гора — це місце першого смертельного нещасного випадку скелелазіння в Канаді. У 1896 році під час невдалої вилазки до вершини Філіп Стенлі Еббот посковзнувся одразу після того, як зійшов з крижаної ділянки, і розбився об скелі.
Перше вдале сходження здійснили в 1897 р. Дж. Норман Коллі, Артур Майкл, Г. Діксон; Чарльз Фей, Петер Зарбах, Р. Вандерліп, К. Нойес, Чарльз Томпсон і Г. Паркер.
На цьому місці була намальована видатна картина члена канадської групи сімох художника Лоурена Гарріса.

## Геологія
Гора Лефрой складається з осадових порід, закладених у кембрії. Сформована в мілководних морях, осадова порода була відсунута на схід поверх молодшої породи під час ларамійського горотворення.

## Клімат
За кліматичною класифікацією Кеппена гора Лефрой знаходиться в субарктичному кліматі з холодними, сніжними зимами та м'яким літом. Температура може опускатися нижче −20 ° C, а з урахуванням вітрового коефіцієнта охолодження — нижче -30 ° C.

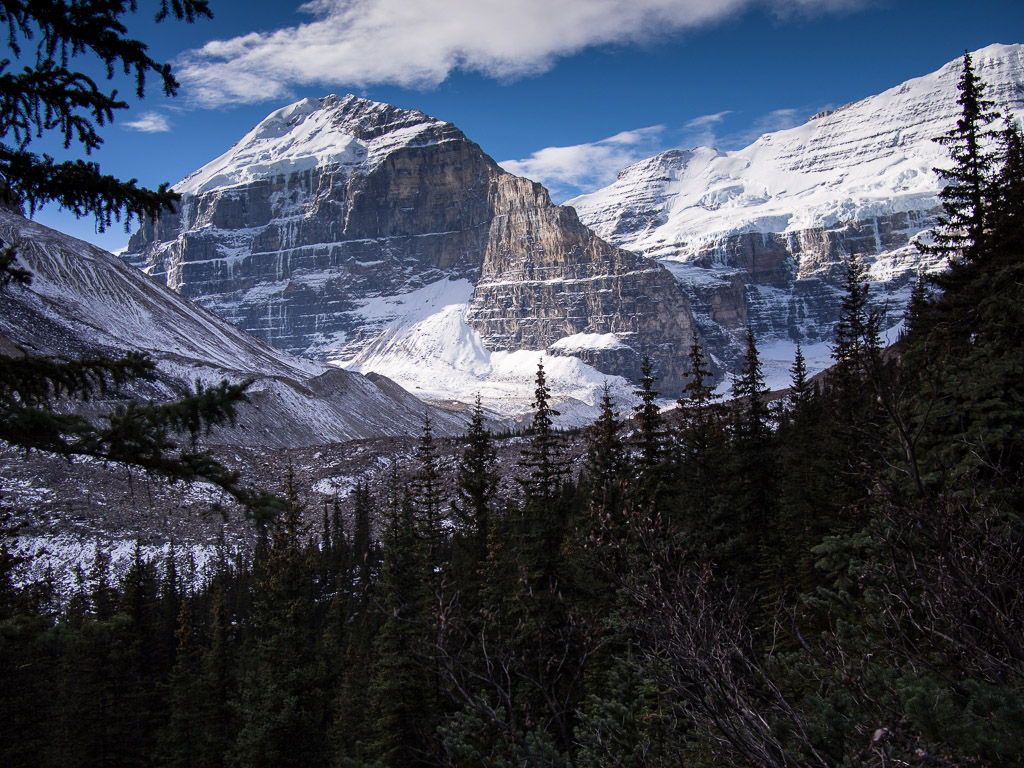

## Посилання

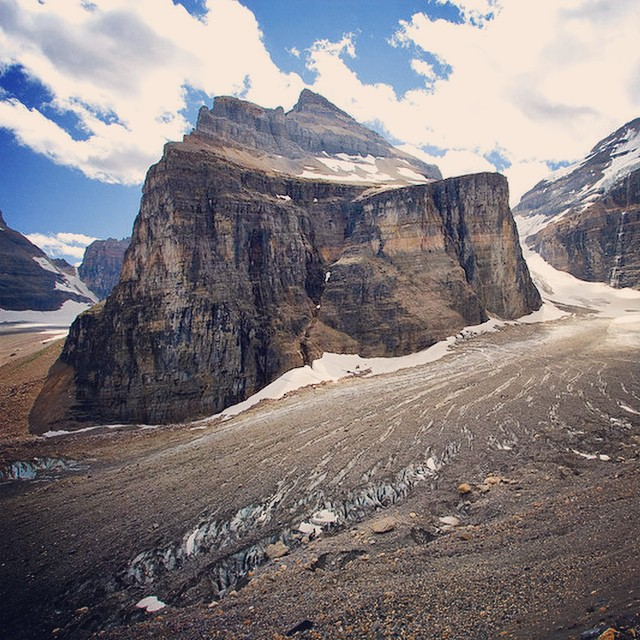
Північний аспект гори Лефрой та льодовик Вікторія